# Línea Sur del Metro de Fortaleza
La Línea Sur: Chico da Silva ↔ Carlitos Benevides es una de las líneas del Metro de Fortaleza.

## Historia
En diciembre de 1998, fue firmado un contrato para la construcción de nuevas líneas de metros que incluye la primera fase del proyecto, conocida como Línea Sur. Según el presidente de la Metrofor, Rômulo dos Santos Fortes, la obra comenzó en 1999, ya con una restricción presupuestaria. En 2002, cuando cesaron las transferencias de recursos federales, la obra prácticamente se paró. Los recursos aportados no fueron significativos, sirviendo solo para mantener los vallados y la seguridad.
En consecuencia la obra fue totalmente paralizada, y la situación solo se modificó con la firma de un convenio con el Ministerio de la Hacienda, en septiembre de 2005. El presidente de la Metrofor relató que en aquel momento también había una deuda con el FMI y fue firmado un convenio que reducía el presupuesto, para adaptar la obra a los recursos disponibles. La obra se retomó en 2006.
Después de 13 años desde el inicio de las obras en 1999, la Línea Sur tuvo su primer tramo inaugurado por autoridades el 15 de junio de 2012, entre las estaciones Parangaba y Carlitos Benevides. Ese tramo estuvo en operaciones de prueba en el cual el servicio era gratuito y con horarios limitados. El 29 de septiembre de 2012 un tramo más fue inaugurado entre las estaciones Parangaba y Benfica. El 24 de octubre de 2012 es inaugurada la primera estación en el centro de la ciudad, la estación São Benedito. Las últimas estaciones que estaban en obras Jose de Aléncar y Chico da Silva fueron inauguradas el 18 de julio de 2013, con presencia de la presidenta Dilma Rousseff. 
Se encuentra todavía en fase de pruebas, con el comienzo de la operación comercial prevista para finales de 2014, con el cobro de tarifas y la integración con el billete único. 

## Cronología
| Fecha                    | Evento                                                                |
| ------------------------ | --------------------------------------------------------------------- |
| 1 de diciembre de 1998   | Firmado contrato de construcción de la Línea.                         |
| 1 de enero de 1999       | Inicio de la construcción de la Línea.                                |
| 1 de enero de 2002       | Paralización de las obras.                                            |
| 5 de septiembre de 2005  | Reinicio de las obras.                                                |
| 15 de junio de 2012      | Inauguración del primer tramo: Carlitos Benevides ↔ Parangaba         |
| 29 de septiembre de 2012 | Inuaguración del segundo tramo:Parangaba ↔ Benfica                    |
| 24 de octubre de 2012    | Inaugurada la primera estación del centro: São Benedito               |
| 18 de julio de 2013      | Inaugurado el cuarto y último tramo: Jose de Aléncar ↔ Chico da Silva |